# Kylie Rae Harris

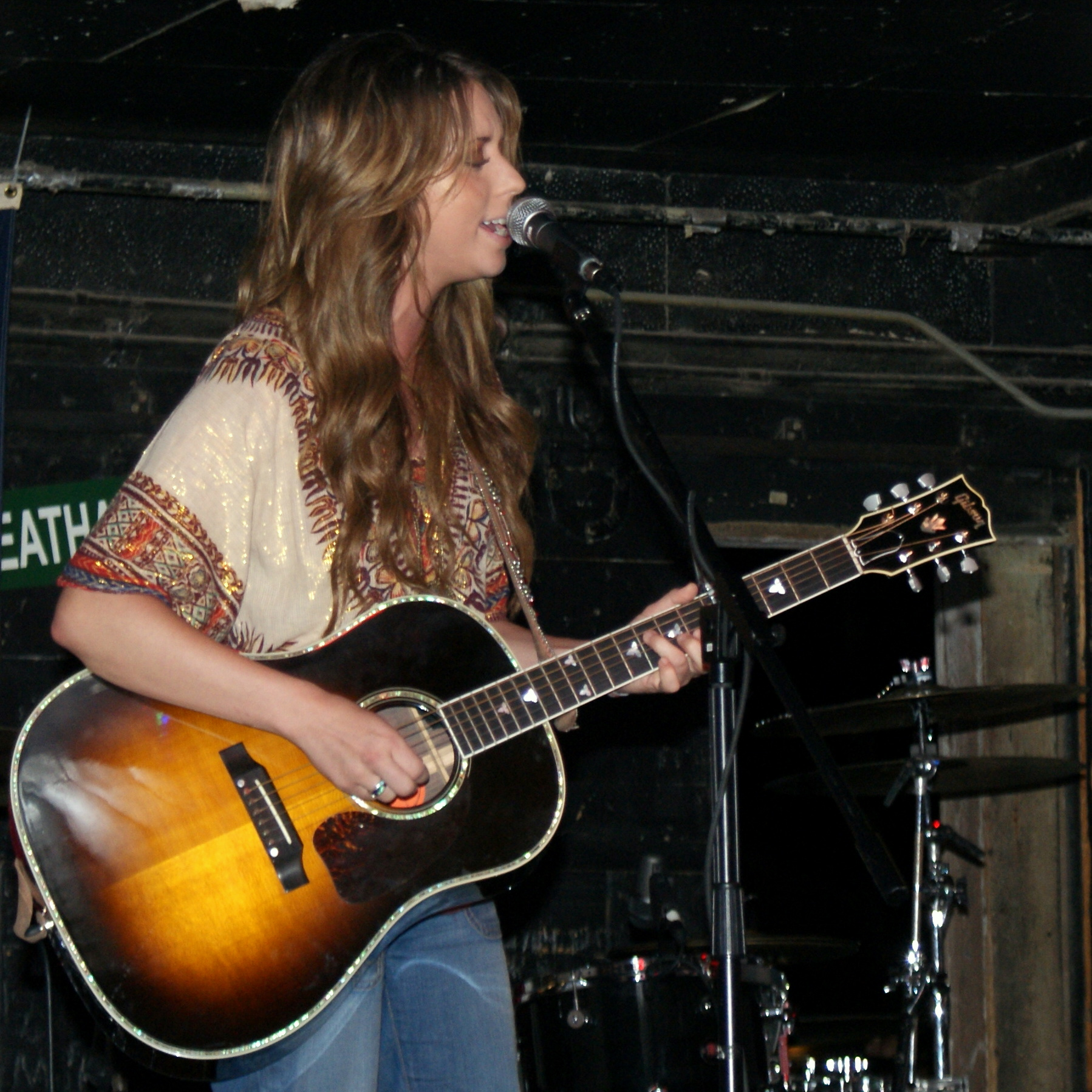
Kylie Rae Harris (2012)

Kylie Rae Harris (15. Mai 1989 in Wylie, Texas – 4. September 2019 in Taos, New Mexico) war eine US-amerikanische Singer-Songwriterin in der Country-Musik.

## Leben
Kylie Rae Harris schrieb ihren ersten Song mit 14 Jahren. So zumindest berichtete Saving Country Music, in deren Artikel auch zu lesen war: „Musik war immer in mir. Ich muss es machen. Für mich ist es alles oder nichts. Ich werde mein Leben lang Musik schreiben und singen, ob ich bankrott bin oder nicht.“ 2013 veröffentlichte sie ihre erste EP Taking It Back. Ein Jahr später gewann sie die Auszeichnung als beste Sängerin bei den Texas Regional Radio Music Awards. Es folgten zwei Alben und erst im März 2019 eine neue EP. Anfang September 2019 befand sie sich im Norden von New Mexico, wo sie am 5. des Monats beim Big Barn Dance in Taos auftreten sollte.
Sie lebte in Texas und hatte eine 6-jährige Tochter, Corbie. Sie war eine alleinerziehende Mutter. Dreieinhalb Jahre vor dem Unfall verstarb der Kindesvater im Alter von 54 Jahren an Krebs. In Twenty Years From Now, einem Song aus ihrem letzten Projekt, wandte sich Kylie Rae Harris an ihre Tochter – in der Hoffnung, dass diese sie dereinst verstehen und ihre Fehlentscheidungen vergeben werde. Dieses Lied wurde bei ihrem Begräbnis gesungen.

## Tod
Als Kylie Rae Harris am 4. September 2019 in einem Chevrolet Equinox auf der State Road 522 in Taos, New Mexico, unterwegs war, zeigte der Tachometer 102 mph, das sind etwas mehr als 160 km/h. Die zulässige Höchstgeschwindigkeit in New Mexico beträgt 75 mph, auf ungeteilten Landstraßen höchstens 55 bis 70 mph. Sie touchierte einen Chevrolet Avalanche von hinten, geriet auf die Gegenfahrbahn und kollidierte frontal – nunmehr mit rund 95 mph – mit einem entgegenkommenden Jeep. Die Fahrerin dieses Wagens, die 16-jährige Maria Elena Cruz, starb noch an der Unfallstelle; ebenso wie Kylie Rae Harris. Der Fahrer des zuerst touchierten Wagens blieb unverletzt.
Sheriff Jerry Hogrefe aus dem Taos County verwies darauf, dass Maria Elena Cruz vorschriftsmäßig mit nur 51 mph unterwegs gewesen sei und seiner Einschätzung nach zum unschuldigen Opfer einer sinnlosen Kollision wurde, verursacht durch Kylie Rae Harris. Deren Mutter, Betsy Cowan, räumte ein, dass die Sängerin seit Jahren mit Alkoholproblemen zu kämpfen hatte. Die Autopsie ergab, dass Harris zum Zeitpunkt des Unfalls eine Blutalkoholkonzentration in dreifacher Höhe des gesetzlichen Grenzwertes aufwies. Bereits 2017 war sie wegen Fahrens unter Alkoholeinfluss verurteilt worden.